# Jurij Sjevtjuk
Jurij Julianovitj Sjevtjuk (Юрий Юлианович Шевчук), född 16 maj 1957 i Jagodnoje, Magadan oblast, Sovjetunionen. Rysk sångare, låtskrivare och poet.
Jurij, som har ukrainskt ursprung, växte upp i Ufa, Basjkortostan där han 1981 bildade rockgruppen DDT. Året därpå spelade bandet in "Свинья на радуге" (En gris på regnbågen) på kassettband. Senhösten 1985 flyttade Sjevtjuk med sin familj till Leningrad som sedan dess varit bandet DDT:s hemort. 
Under glasnostperioden fick Jurij och DDT större möjligheter att spela in sin musik och turnera. 1988 kom albumet "Я получил эту роль" (Jag fick rollen) och 1990 "Оттепель" (Töväder). Efter Sovjetunionens kollaps 1991 kunde DDT:s musik spridas än mer, både i Ryssland och utomlands.
Idag är Jurij Sjevtjuk en av Rysslands populäraste rockmusiker och hans och DDT:s konserter lockar tusentals fans. 
Sjevtjuks texter och musik är influerad av rock och blues, men har också starka influenser från traditionell rysk folkmusik och vistradition såsom Vladimir Vysotskij. 
DDT firade 25 år som band 2006 med det kritikerrosade albumet "Пропавший без вести" (Spårlöst försvunnen) och en omfattande turné i hela det forna Sovjetunionen.
Sjevtjuk är starkt kritisk mot den odemokratiska utvecklingen i Putins Ryssland. Han deltog bland annat i Ett annat Rysslands protestdemonstration den 3 mars 2008 i St Petersburg dagen efter det ryska presidentvalet, och spelade för 120 000 människor vid demonstrationen för fria val på Bolotnajatorget i Moskva den 4 februari 2012.
Han har också uttalat sig mycket kritiskt mot kriget i Ukraina.

## Fotnoter
1. ↑  Nikolaj Skatov (red.), Русская литература XX века. Прозаики, поэты, драматурги, 2005, ISBN 5-94848-307-X.[källa från Wikidata]
2. ↑  Olga Bogdanova (red.), Литераторы Санкт-Петербурга. ХХ век, läs online.[källa från Wikidata]
3. ↑  BBC Russian 2008-03-04.